# Amt Neverin
L'Amt Neverin est un Amt de l'arrondissement du Plateau des lacs mecklembourgeois dans le land de Mecklembourg-Poméranie-Occidentale, au nord de l'Allemagne.

## Communes
1. Beseritz
2. Blankenhof
3. Brunn
4. Neddemin
5. Neuenkirchen
6. Neverin
7. Sponholz
8. Staven
9. Trollenhagen
10. Woggersin
11. Wulkenzin
12. Zirzow